# Kościół Pana „Aladura”
Kościół Pana „Aladura” – afrochrześcijański Kościół, który został założony w 1930 roku przez Josiah Olunowo Oshitelu w Ogere, w Nigerii. Powstał z ruchu Aladura, związanym z ruchem zielonoświątkowym, a później rozprzestrzenił się po całym świecie zwłaszcza w sąsiednich krajach: Benin, Togo, Ghana, Liberia i Sierra Leone. W 2005 r. miał 3,6 miliona wiernych. Kościół prowadzi własny Instytut Teologiczny, który jest obecnie częścią Lagos State University.

## Praktyka religijna
Słowo „Aladura” pochodzi z języka joruba, jego znaczenie to „Modlitwa”. Modlitwa jest w centrum praktyk religijnych Kościoła Pana. Przez członków kościoła prowadzone są rozszerzone posiedzenia modlitewne. W Kościele Aladura zostały wprowadzone, jako w jednym z pierwszych niezależnych kościołów, typowo afrykańskie elementy nabożeństwa, takie jak perkusja, klaskanie i tańce Afryki Zachodniej. Charakterystycznym dla nabożeństw, jest ubiór w białe sutanny.
Jako hasło i przewodnie nauczanie, kościół ułożył cztery zasady: moc zielonoświątkowa, nauczanie biblijne, program ekumeniczny i odpowiedzialność społeczna.

## Ekumenia
Kościół Aladura kładzie duży nacisk na współpracę ekumeniczną z innymi kościołami. Tym samym jest członkiem wielu organizacji ekumenicznych.
Są to między innymi:
- Światowa Rada Kościołów
- Konferencja Kościołów Afrykańskich (AACC)
- Brytyjska Rada Kościołów (BCC)
- Chrześcijańskie Stowarzyszenie Nigerii (CAN)